# Ballantine's

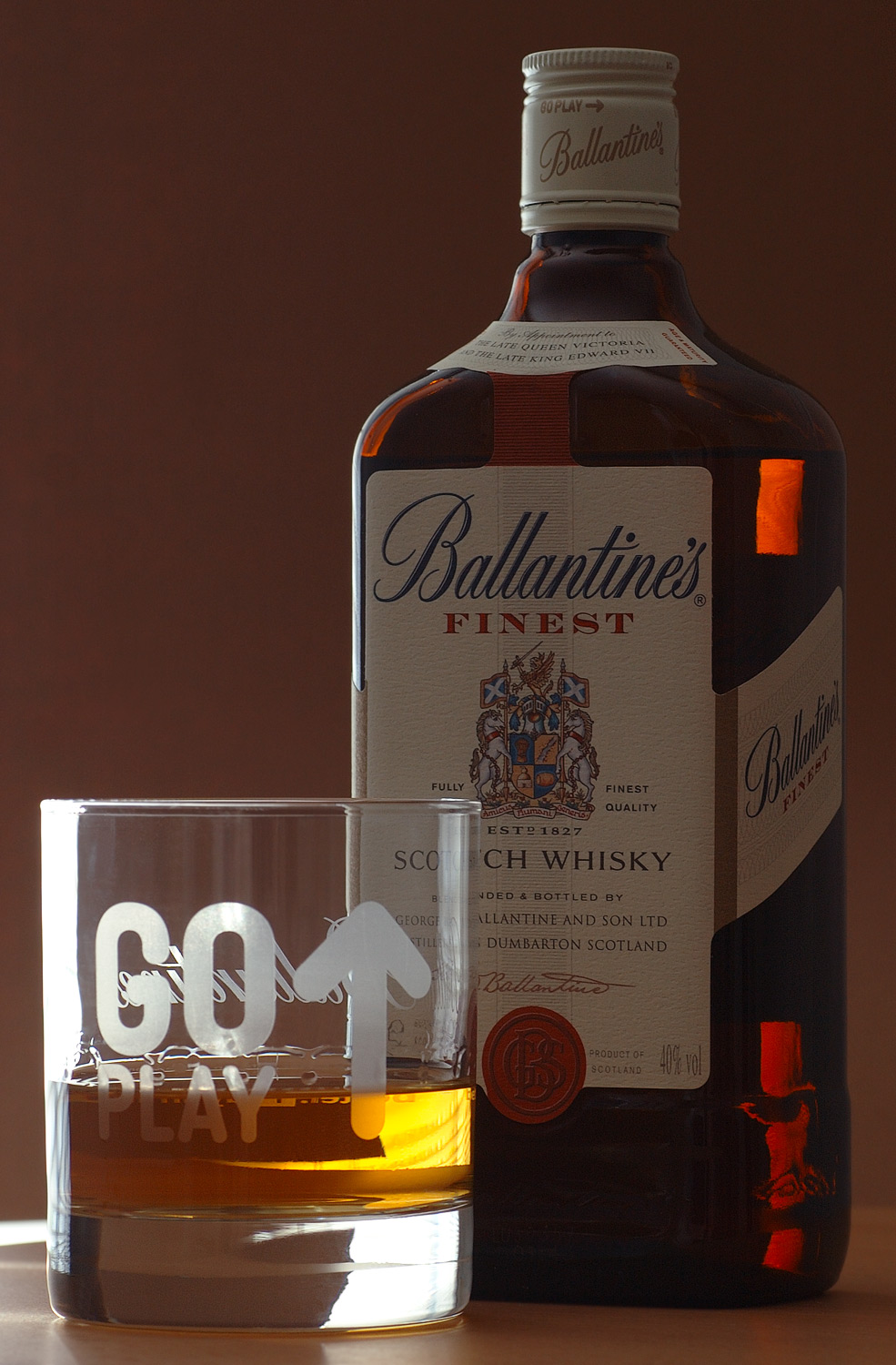
Een fles "Ballantine's Finest"

Ballantine's is een merk van samengestelde Schotse whisky. Het behoort tot de merken van Pernod Ricard. Het is na Johnnie Walker wereldwijd het meestverkochte merk van Scotch whisky, met een productie van 6,2 miljoen kratten van 9 liter in 2012. Het wordt geproduceerd in Dumbarton (Schotland).

## Geschiedenis
De geschiedenis van Ballantine's gaat terug tot 1827, toen George Ballantine in Edinburgh een winkel opende waar hij whisky's verkocht. Hij ging later zelf eigen blends samenstellen. Zijn zoon George jr. stapte in het bedrijf George Ballantine & Son Ltd., dat vanaf 1881 de gelijknamige whisky exporteerde. Na de dood van George senior in 1891 bouwden zijn zonen het bedrijf verder uit. Koningin Victoria verleende in 1895 een "Royal Warrant" als erkenning van de kwaliteit van het merk en in 1906 werd Ballantine's aangeduid als "Wine Merchants to His Majesty King Edward".
In 1937 verkreeg Ballantine's een eigen wapenschild, dat werd toegekend door de Lord Lyon King of Arms van Schotland. Het wapenschild prijkt op de etiketten van Ballantine's; het toont afbeeldingen van gerst, water, een destillatievat en een eiken vat, vier onmisbare elementen bij de productie van whisky. Het devies is "Amicus Humani Generis" (een vriend van de mensen). 
In hetzelfde jaar 1937 nam het Canadese concern van Hiram Walker Ballantine's over. In 1988 werd Ballantine's een onderdeel van het drankenconcern Allied Domecq, dat op zijn beurt in 2005 werd overgenomen door Pernod Ricard. In het gebroken boekjaar 2023/24 verkocht Pernod Ricard 8,8 miljoen dozen van dit merk whisky.

## Sportsponsoring
Ballantine's is een sponsor van de voetbalclub Dumbarton FC. 
Het is de titelsponsor van het golftoernooi Ballantine's Kampioenschap in Zuid-Korea. 